# Port Foster

Carte topographique de l'île de la Déception avec Port Foster en son centre.

Port Foster est la baie de l'île de la Déception. Mesurant 9 kilomètres de long sur 6 kilomètres de large, elle couvre la majorité du centre de l'île. Elle est réputée comme l'une des plus protégées des vents et de la houle de l'océan Austral.
La baie a une entrée très étroite de seulement 230 mètres de large, ce goulet est appelé les forges de Neptune (en) (en anglais Neptune’s Bellows, littéralement « soufflet de Neptune »). Ce passage se fait encore plus difficile avec la présence du Raven Rock (en) (« rocher du corbeau »), 2,5 mètres sous la surface de l'eau, au milieu du passage.
Plusieurs petites baies se trouvent dans Port Foster dont la baie des Baleiniers, la baie Telefon (en), la baie Primero de Mayo (en) et l'anse Pendulum (en).